# El plat del dia
El plat del dia (originalment en anglès, Today's Special) és una pel·lícula de comèdia independent del 2009 inspirada lliurement en l'obra d'Aasif Mandvi, Sakina's Restaurant. La pel·lícula va ser dirigida per David Kaplan. El guió va ser adaptat per Aasif Mandvi i Jonathan Bines, i està protagonitzat pel mateix Mandvi, Madhur Jaffrey, l'actor de Bollywood Naseeruddin Shah, Jess Weixler, Harish Patel, Kevin Corrigan, Dean Winters i Ajay Naidu. La pel·lícula va ser desenvolupada i produïda per Nimitt Mankad of Inimitable Pictures i Lillian LaSalle of Sweet 180.
Als Estats Units, va ser la pel·lícula d'obertura del Festival de Cinema Indi de Nova York, al Paris Theatre de Nova York. També va ser la pel·lícula de la nit d'obertura del Festival Internacional de Cinema Americà Asiàtic de San Francisco l'11 de març de 2010. El 25 de desembre de 2021 es va estrenar el doblatge en català a TV3.

## Argument
En Samir, un jove d'origen indi que viu a Manhattan, fa anys que es dedica en cos i ànima a l'ofici de cuinar amb la il·lusió de poder arribar a ser un gran xef algun dia. Després d'una desil·lusió al restaurant on feia sis anys que treballava de subxef, decideix plegar i anar-se'n a París a fer stages amb els millors cuiners del món. Just abans de marxar, però, el seu pare té un infart i es veu obligat a fer-se càrrec del restaurant indi de la família, un local que ja no té cap màgia, un negoci ruïnós sense cap futur. Però en Samir, gràcies a l'Akbar, un personatge una mica pintoresc que coneix en un taxi, descobrirà la seva passió per la cuina índia.